# Sclerococcus
Sclerococcus är ett släkte av skalbaggar. Sclerococcus ingår i familjen vivlar.
Kladogram enligt Catalogue of Life:
| Sclerococcus | \| \| Sclerococcus granulatus \| \| \| \| |
|              | \| \| Sclerococcus granulatus \| \| \| \| |
|              | Sclerococcus granulatus                   |
|              |                                           |